# Asilus lebasii
Asilus lebasii là một loài ruồi trong họ Asilidae. Asilus lebasii được Macquart miêu tả năm 1838. Loài này phân bố ở vùng Tân nhiệt đới.